# Campionato europeo maschile di calcio 2020
Il campionato europeo di calcio 2020 o UEFA EURO 2020 è stata la 16ª edizione dell'omonimo torneo, organizzato dall'UEFA, che si è disputata nel 2021.
In occasione del 60º anniversario dalla nascita del torneo, la fase finale ha avuto luogo in 11 distinte città europee. La partita inaugurale si è tenuta allo Stadio Olimpico di Roma, mentre le semifinali e la finale si sono disputate al Wembley Stadium di Londra. È stato il primo europeo a sedi miste e nessuna nazionale è stata qualificata come squadra ospitante. È cambiato inoltre in parte il sistema di qualificazione, combinando i classici gironi (20 posti) con la neonata UEFA Nations League (4 posti).
Originariamente previsto dal 12 giugno al 12 luglio 2020, a causa della pandemia di COVID-19 il 17 marzo 2020 è stato rinviato dalla UEFA di un anno, ovvero al periodo dall’11 giugno all’11 luglio 2021, in modo da consentire il completamento delle coppe europee e dei campionati nazionali. Ciononostante, l'UEFA ha deciso di mantenere inalterata la denominazione del torneo.
Il torneo è stato vinto dall'Italia, che, nella finale di Londra, ha sconfitto l'Inghilterra ai tiri di rigore per 3-2, dopo l'1-1 dei tempi supplementari, e si è così aggiudicata il titolo di campione d'Europa per la seconda volta, a cinquantatré anni dal primo trionfo del 1968.

## Formula
Il torneo ha mantenuto la formula dell'edizione precedente di Francia 2016 approvata nel 2005, che prevede la partecipazione di cinquantaquattro nazionali, ventiquattro dopo le qualificazioni, suddivise in sei gironi da quattro selezioni ciascuno da cui si qualificano per gli ottavi di finale le prime due di ogni girone più le quattro migliori terze. Questo sistema è stato adottato anche per tre edizioni del campionato mondiale, dal 1986 al 1994.

## Stadi
| Londra             | Roma | Monaco di Baviera | Baku            |
| ------------------ | --- | --- | --------------- |
| Wembley Stadium    | Stadio Olimpico | Allianz Arena | Stadio Olimpico |
| Capienza: 90000    | Capienza: 70634 | Capienza: 70000 | Capienza: 68700 |
|                    | | |                 |
| San Pietroburgo    | Copenaghen Londra Siviglia Monaco di Baviera Budapest Roma Amsterdam Bucarest San Pietroburgo Glasgow Baku UEFA EURO 2020, città ospitanti: · fase a gironi e ottavi di finale · fase a gironi e quarti di finale · fase a gironi, ottavi di finale, semifinali e finale | Copenaghen Londra Siviglia Monaco di Baviera Budapest Roma Amsterdam Bucarest San Pietroburgo Glasgow Baku UEFA EURO 2020, città ospitanti: · fase a gironi e ottavi di finale · fase a gironi e quarti di finale · fase a gironi, ottavi di finale, semifinali e finale | Budapest        |
| Krestovsky Stadium | Copenaghen Londra Siviglia Monaco di Baviera Budapest Roma Amsterdam Bucarest San Pietroburgo Glasgow Baku UEFA EURO 2020, città ospitanti: · fase a gironi e ottavi di finale · fase a gironi e quarti di finale · fase a gironi, ottavi di finale, semifinali e finale | Copenaghen Londra Siviglia Monaco di Baviera Budapest Roma Amsterdam Bucarest San Pietroburgo Glasgow Baku UEFA EURO 2020, città ospitanti: · fase a gironi e ottavi di finale · fase a gironi e quarti di finale · fase a gironi, ottavi di finale, semifinali e finale | Budapest        |
| Capienza: 68134    | Copenaghen Londra Siviglia Monaco di Baviera Budapest Roma Amsterdam Bucarest San Pietroburgo Glasgow Baku UEFA EURO 2020, città ospitanti: · fase a gironi e ottavi di finale · fase a gironi e quarti di finale · fase a gironi, ottavi di finale, semifinali e finale | Copenaghen Londra Siviglia Monaco di Baviera Budapest Roma Amsterdam Bucarest San Pietroburgo Glasgow Baku UEFA EURO 2020, città ospitanti: · fase a gironi e ottavi di finale · fase a gironi e quarti di finale · fase a gironi, ottavi di finale, semifinali e finale | Budapest        |
|                    | Copenaghen Londra Siviglia Monaco di Baviera Budapest Roma Amsterdam Bucarest San Pietroburgo Glasgow Baku UEFA EURO 2020, città ospitanti: · fase a gironi e ottavi di finale · fase a gironi e quarti di finale · fase a gironi, ottavi di finale, semifinali e finale | Copenaghen Londra Siviglia Monaco di Baviera Budapest Roma Amsterdam Bucarest San Pietroburgo Glasgow Baku UEFA EURO 2020, città ospitanti: · fase a gironi e ottavi di finale · fase a gironi e quarti di finale · fase a gironi, ottavi di finale, semifinali e finale | Puskás Aréna    |
| Siviglia           | Copenaghen Londra Siviglia Monaco di Baviera Budapest Roma Amsterdam Bucarest San Pietroburgo Glasgow Baku UEFA EURO 2020, città ospitanti: · fase a gironi e ottavi di finale · fase a gironi e quarti di finale · fase a gironi, ottavi di finale, semifinali e finale | Copenaghen Londra Siviglia Monaco di Baviera Budapest Roma Amsterdam Bucarest San Pietroburgo Glasgow Baku UEFA EURO 2020, città ospitanti: · fase a gironi e ottavi di finale · fase a gironi e quarti di finale · fase a gironi, ottavi di finale, semifinali e finale | Capienza: 67215 |
| La Cartuja         | Copenaghen Londra Siviglia Monaco di Baviera Budapest Roma Amsterdam Bucarest San Pietroburgo Glasgow Baku UEFA EURO 2020, città ospitanti: · fase a gironi e ottavi di finale · fase a gironi e quarti di finale · fase a gironi, ottavi di finale, semifinali e finale | Copenaghen Londra Siviglia Monaco di Baviera Budapest Roma Amsterdam Bucarest San Pietroburgo Glasgow Baku UEFA EURO 2020, città ospitanti: · fase a gironi e ottavi di finale · fase a gironi e quarti di finale · fase a gironi, ottavi di finale, semifinali e finale | Capienza: 67215 |
| Capienza: 60000    | Copenaghen Londra Siviglia Monaco di Baviera Budapest Roma Amsterdam Bucarest San Pietroburgo Glasgow Baku UEFA EURO 2020, città ospitanti: · fase a gironi e ottavi di finale · fase a gironi e quarti di finale · fase a gironi, ottavi di finale, semifinali e finale | Copenaghen Londra Siviglia Monaco di Baviera Budapest Roma Amsterdam Bucarest San Pietroburgo Glasgow Baku UEFA EURO 2020, città ospitanti: · fase a gironi e ottavi di finale · fase a gironi e quarti di finale · fase a gironi, ottavi di finale, semifinali e finale |                 |
|                    | Copenaghen Londra Siviglia Monaco di Baviera Budapest Roma Amsterdam Bucarest San Pietroburgo Glasgow Baku UEFA EURO 2020, città ospitanti: · fase a gironi e ottavi di finale · fase a gironi e quarti di finale · fase a gironi, ottavi di finale, semifinali e finale | Copenaghen Londra Siviglia Monaco di Baviera Budapest Roma Amsterdam Bucarest San Pietroburgo Glasgow Baku UEFA EURO 2020, città ospitanti: · fase a gironi e ottavi di finale · fase a gironi e quarti di finale · fase a gironi, ottavi di finale, semifinali e finale |                 |
| Bucarest           | Amsterdam | Glasgow | Copenaghen      |
| Arena Națională    | Johan Cruijff Arena | Hampden Park | Parken Stadium  |
| Capienza: 55600    | Capienza: 54990 | Capienza: 51866 | Capienza: 38065 |
|                    | | |                 |

Il 19 settembre 2014 l'UEFA ha reso noto ufficialmente e in via definitiva le tredici città selezionate per ospitare la 16ª edizione del primo campionato europeo di calcio in modalità itinerante: Copenaghen, Bucarest, Amsterdam, Dublino, Bilbao, Budapest, Glasgow, Bruxelles, Baku, Roma, Monaco di Baviera, San Pietroburgo e Londra. Successivamente, il 7 dicembre 2017 Bruxelles è stata esclusa dall'organizzazione per problemi legati al progetto Eurostadium, pertanto le quattro partite lì previste, tre della fase a gironi e una degli ottavi di finale, sono state trasferite allo stadio Wembley di Londra, che inizialmente avrebbe dovuto ospitare soltanto le semifinali e la finale della competizione. Tutte le altre città hanno ospitato ciascuna quattro partite, di cui tre della fase a gironi e una del secondo turno: in particolare, le prime sette città sono state sede di una gara degli ottavi, mentre le altre quattro hanno ospitato una gara dei quarti. Le città ospitanti sono state poi accoppiate in modo tale che ogni coppia ospiti le sei gare di un girone, tre a testa.
Il 23 aprile 2021 il Comitato Esecutivo UEFA, a causa della pandemia di COVID-19, ha escluso Bilbao e Dublino come sedi ospitanti della manifestazione, in quanto non in grado di ospitare spettatori, quindi le partite in programma in quelle sedi sono state spostate rispettivamente a Siviglia e a San Pietroburgo; l'ottavo di finale previsto a Dublino è stato invece spostato a Londra.
- Gruppo A: Roma e Baku
- Gruppo B: San Pietroburgo e Copenaghen
- Gruppo C: Amsterdam e Bucarest
- Gruppo D: Londra e Glasgow
- Gruppo E: Siviglia e San Pietroburgo[11]
- Gruppo F: Monaco di Baviera e Budapest

## Qualificazioni
Nazionali qualificate a Euro 2020
     Nazionali non qualificate

Nazionali qualificate a Euro 2020
Nazionali non qualificate

Essendo un'edizione itinerante, non ci sono squadre qualificate d'ufficio. Le prime 20 squadre sono state selezionate attraverso un torneo di qualificazione, disputato dal 21 marzo al 19 novembre 2019, composto da 10 gironi, 5 da sei squadre e 5 da cinque, che qualificavano le prime due di ognuno. Il sorteggio per determinare la composizione dei gironi di qualificazione è stato effettuato il 2 dicembre 2018 al Convention Centre di Dublino. I restanti quattro posti sono stati invece assegnati alle quattro vincitrici dei play-off disputati tra ottobre e novembre 2020 (inizialmente previsti a marzo 2020), la cui composizione del tabellone è stata determinata dalla classifica complessiva della UEFA Nations League 2018-2019. Nel caso in cui i vincitori dei gironi della Nations League fossero già qualificati, il posto è stato assegnato alla squadra che seguiva immediatamente nella classifica complessiva della lega, per poi, nel caso in cui tutte le squadre appartenenti a una lega fossero già qualificate, passare alla lega inferiore e così via.
Finlandia e Macedonia del Nord hanno ottenuto per la prima volta in assoluto la qualificazione al campionato europeo.

## Squadre partecipanti
| Pr. | Squadra            | Data di qualificazione certa | Partecipante in quanto                         | Partecipazioni precedenti al torneo                                         |
| --- | ------------------ | ---------------------------- | ---------------------------------------------- | --------------------------------------------------------------------------- |
| 1   | Belgio             | 10 ottobre 2019              | 1ª classificata nel gruppo I di qualificazione | 5 (1972, 1980, 1984, 2000, 2016)                                            |
| 2   | Italia             | 12 ottobre 2019              | 1ª classificata nel gruppo J di qualificazione | 9 (1968, 1980, 1988, 1996, 2000, 2004, 2008, 2012, 2016)                    |
| 3   | Russia             | 13 ottobre 2019              | 2ª classificata nel gruppo I di qualificazione | 11 (1960, 1964, 1968, 1972, 1988, 1992, 1996, 2004, 2008, 2012, 2016)       |
| 4   | Polonia            | 13 ottobre 2019              | 1ª classificata nel gruppo G di qualificazione | 3 (2008, 2012, 2016)                                                        |
| 5   | Ucraina            | 14 ottobre 2019              | 1ª classificata nel gruppo B di qualificazione | 2 (2012, 2016)                                                              |
| 6   | Spagna             | 15 ottobre 2019              | 1ª classificata nel gruppo F di qualificazione | 10 (1964, 1980, 1984, 1988, 1996, 2000, 2004, 2008, 2012, 2016)             |
| 7   | Francia            | 14 novembre 2019             | 1ª classificata nel gruppo H di qualificazione | 9 (1960, 1984, 1992, 1996, 2000, 2004, 2008, 2012, 2016)                    |
| 8   | Turchia            | 14 novembre 2019             | 2ª classificata nel gruppo H di qualificazione | 4 (1996, 2000, 2008, 2016)                                                  |
| 9   | Inghilterra        | 14 novembre 2019             | 1ª classificata nel gruppo A di qualificazione | 9 (1968, 1980, 1988, 1992, 1996, 2000, 2004, 2012, 2016)                    |
| 10  | Rep. Ceca          | 14 novembre 2019             | 2ª classificata nel gruppo A di qualificazione | 9 (1960, 1976, 1980, 1996, 2000, 2004, 2008, 2012, 2016)                    |
| 11  | Finlandia          | 15 novembre 2019             | 2ª classificata nel gruppo J di qualificazione | Esordiente                                                                  |
| 12  | Svezia             | 15 novembre 2019             | 2ª classificata nel gruppo F di qualificazione | 6 (1992, 2000, 2004, 2008, 2012, 2016)                                      |
| 13  | Croazia            | 16 novembre 2019             | 1ª classificata nel gruppo E di qualificazione | 5 (1996, 2004, 2008, 2012, 2016)                                            |
| 14  | Austria            | 16 novembre 2019             | 2ª classificata nel gruppo G di qualificazione | 2 (2008, 2016)                                                              |
| 15  | Paesi Bassi        | 16 novembre 2019             | 2ª classificata nel gruppo C di qualificazione | 9 (1976, 1980, 1988, 1992, 1996, 2000, 2004, 2008, 2012)                    |
| 16  | Germania           | 16 novembre 2019             | 1ª classificata nel gruppo C di qualificazione | 12 (1972, 1976, 1980, 1984, 1988, 1992, 1996, 2000, 2004, 2008, 2012, 2016) |
| 17  | Portogallo         | 17 novembre 2019             | 2ª classificata nel gruppo B di qualificazione | 7 (1984, 1996, 2000, 2004, 2008, 2012, 2016)                                |
| 18  | Svizzera           | 18 novembre 2019             | 1ª classificata nel Gruppo D di qualificazione | 4 (1996, 2004, 2008, 2016)                                                  |
| 19  | Danimarca          | 18 novembre 2019             | 2ª classificata nel Gruppo D di qualificazione | 8 (1964, 1984, 1988, 1992, 1996, 2000, 2004, 2012)                          |
| 20  | Galles             | 19 novembre 2019             | 2ª classificata nel Gruppo E di qualificazione | 1 (2016)                                                                    |
| 21  | Macedonia del Nord | 12 novembre 2020             | Vincitrice del play-off di Lega D              | Esordiente                                                                  |
| 22  | Ungheria           | 12 novembre 2020             | Vincitrice del play-off di Lega A              | 3 (1964, 1972, 2016)                                                        |
| 23  | Slovacchia         | 12 novembre 2020             | Vincitrice del play-off di Lega B              | 4 (1960, 1976, 1980, 2016)                                                  |
| 24  | Scozia             | 12 novembre 2020             | Vincitrice del play-off di Lega C              | 2 (1992, 1996)                                                              |

Nota bene: nella sezione "partecipazioni precedenti al torneo" le date in grassetto indicano la squadra che ha vinto quell'edizione del torneo, mentre le date in corsivo indicano la nazione che ha ospitato quell'edizione.

## Convocazioni
Il 4 maggio 2021 il Comitato esecutivo dell'UEFA ha approvato l'allargamento delle rose a 26 giocatori con l'obiettivo di limitare l'impatto di eventuali positività al SARS-CoV-2, ma il numero massimo di calciatori iscrivibili a referto per ogni partita resta comunque 23. Ciononostante, non tutte le nazionali hanno colto la possibilità di convocare tre elementi in più: Paesi Bassi e Polonia hanno inizialmente convocato 26 calciatori, ma dopo l'infortunio di un loro elemento (Donny van de Beek per gli olandesi e Arkadiusz Milik per i polacchi) hanno deciso di non convocare sostituti e di proseguire con 25 elementi; la Spagna invece ha fin da subito convocato solo 24 calciatori.
Tra i giocatori che hanno dovuto rinunciare al campionato europeo si segnalano Virgil van Dijk, che non è riuscito a recuperare dalla lesione al legamento crociato destro patita nell'ottobre 2020, Zlatan Ibrahimović a causa di un problema al ginocchio sinistro, Nicolò Zaniolo, fuori da settembre per la rottura del legamento crociato anteriore, Marc-André ter Stegen che ha dovuto sottoporsi a un intervento chirurgico a un ginocchio, e Sergio Ramos a causa dei ripetuti infortuni che lo hanno tenuto lontano dal campo a lungo durante la stagione.
Tra il termine ultimo per la consegna delle liste definitive, fissato al 1º giugno, e l'inizio del torneo, diversi giocatori sono stati sostituiti per infortunio tra i quali Stefano Sensi e Lorenzo Pellegrini per l'Italia, Jasper Cillessen per i Paesi Bassi (risultato positivo al SARS-CoV-2), Trent Alexander-Arnold per l'Inghilterra ed i già citati Donny van de Beek e Arkadiusz Milik.

## Sorteggio dei gruppi
Il sorteggio della fase a gironi si è svolto il 30 novembre 2019 al Romexpo di Bucarest.
Nessuna nazione ospitante si è qualificata d'ufficio, ma se una di esse si fosse qualificata alla fase finale attraverso i gironi di qualificazione, sarebbe entrata automaticamente nel gruppo di riferimento e avrebbe giocato almeno due partite del primo turno in casa. Sarebbe stata giocata tra le mura domestiche anche la terza partita qualora l'altra squadra ospitante del gruppo non si fosse qualificata o lo avesse fatto tramite gli spareggi che, previsti inizialmente a marzo 2020, sono stati disputati tra ottobre e novembre a causa della pandemia di COVID-19. A seguito delle qualificazioni tenutesi tra marzo e novembre 2019, tra le nazionali ospitanti che hanno giocato tutte e tre le partite in casa figurano l'Italia, che ha ospitato le partite del girone A, i Paesi Bassi, che hanno ospitato le partite del girone C, l'Inghilterra, che ha ospitato le partite del girone D, la Spagna, che ha ospitato le partite del girone E, e la Germania, che ha ospitato le partite del girone F. Dal momento che entrambe le nazionali ospitanti del girone B, cioè la Russia e la Danimarca, si sono qualificate direttamente, è stato necessario un sorteggio preliminare che stabilisse quale tra le due debba ospitare lo scontro diretto: il 22 novembre 2019 è stata estratta la nazionale danese.
Una volta terminati i gironi di qualificazione, sono state create quattro fasce sulla base del punteggio e della differenza reti ottenuti dalle squadre qualificate nei gironi di qualificazione (togliendo però i punti ottenuti e i gol fatti e subiti contro le ultime classificate nei gironi composti da sei nazionali): la prima spetta alle sei migliori prime classificate nei loro gironi di qualificazione, nella seconda sono state collocate le altre quattro prime classificate e le due migliori seconde, la terza spetta a tutte le altre seconde classificate con l'eccezione delle due peggiori, che sono state collocate in quarta fascia insieme alle quattro vincitrici dei play-off. Qualora due nazionali ospitanti dello stesso girone si fossero trovate nella stessa fascia, una delle due sarebbe stata spostata o in quella inferiore o in quella superiore.
Oltre alle fasce, si è tenuto conto della presenza di nazioni, qualificate o meno, che hanno ospitato l'europeo: la vincitrice del play-off della Lega B, in cui era presente l'Irlanda, che avrebbe dovuto ospitare le partite del gruppo E insieme alla nazionale spagnola (poi la sede di Dublino è stata sostituita da quella di San Pietroburgo a causa della pandemia), è stata infatti collocata automaticamente nel gruppo E, mentre la squadra vincitrice degli spareggi della Lega C, in cui era presente la Scozia, squadra ospitante del gruppo D insieme all'Inghilterra, è stata collocata nel gruppo D. Per motivi politici, inoltre, alcuni accoppiamenti sono stati considerati "proibiti" e sono stati scartati: l'Ucraina e il Kosovo (se si fosse qualificato) non avrebbero potuto finire nel girone B ospitato dalla Russia (anche se questa non si fosse qualificata). Alla luce di questo, l'Ucraina, testa di serie ma non paese ospitante, è stata automaticamente inserita nel gruppo dei Paesi Bassi (paese ospitante ma in seconda fascia), mentre il Belgio, l'altra testa di serie non ospitante, è stato inserito nel girone della Russia, l'altro paese ospitante in seconda fascia. Il Kosovo non avrebbe potuto finire nemmeno contro la Bosnia ed Erzegovina o con la Serbia, ma queste tre squadre avrebbero potuto qualificarsi solo tramite i play-off, e al sorteggio della fase finale sarebbero state tutte nell'urna 4, quindi non vi era alcuna possibilità di essere sorteggiate nello stesso gruppo.
Infine, l'UEFA ha stabilito che la collocazione delle squadre vincitrici dei play-off non debba coinvolgere le squadre che si sono qualificate direttamente alla competizione, pertanto il Galles e la Finlandia, cioè le squadre che si trovavano in quarta fascia, potevano essere sorteggiate soltanto nel gruppo A o nel gruppo B. Inoltre, dal momento che nella Lega A sono state estratte due squadre ospitanti, vale a dire l'Ungheria (gruppo F) e la Romania (gruppo C), e che nella Lega D non c'era alcuna nazionale ospitante, un sorteggio preliminare tenutosi il 22 novembre 2019 ha stabilito che la vincitrice degli spareggi della Lega A debba essere collocata nel gruppo F e che la vincitrice dei play-off della Lega D debba essere collocata nel gruppo C, salvo l'ipotesi in cui gli spareggi della Lega A fossero stati vinti dalla Romania: in questo caso, sarebbe avvenuto il contrario.
Urne:
- 1ª fascia: Belgio, Italia, Inghilterra, Germania, Spagna, Ucraina;
- 2ª fascia: Francia, Polonia, Svizzera, Croazia, Paesi Bassi, Russia;
- 3ª fascia: Portogallo, Turchia, Danimarca, Austria, Svezia, Rep. Ceca;
- 4ª fascia: Galles, Finlandia, Vinc. Play-off Lega A, Vinc. Play-off Lega B, Vinc. Play-off Lega C, Vinc. Play-off Lega D.

## Riassunto del torneo

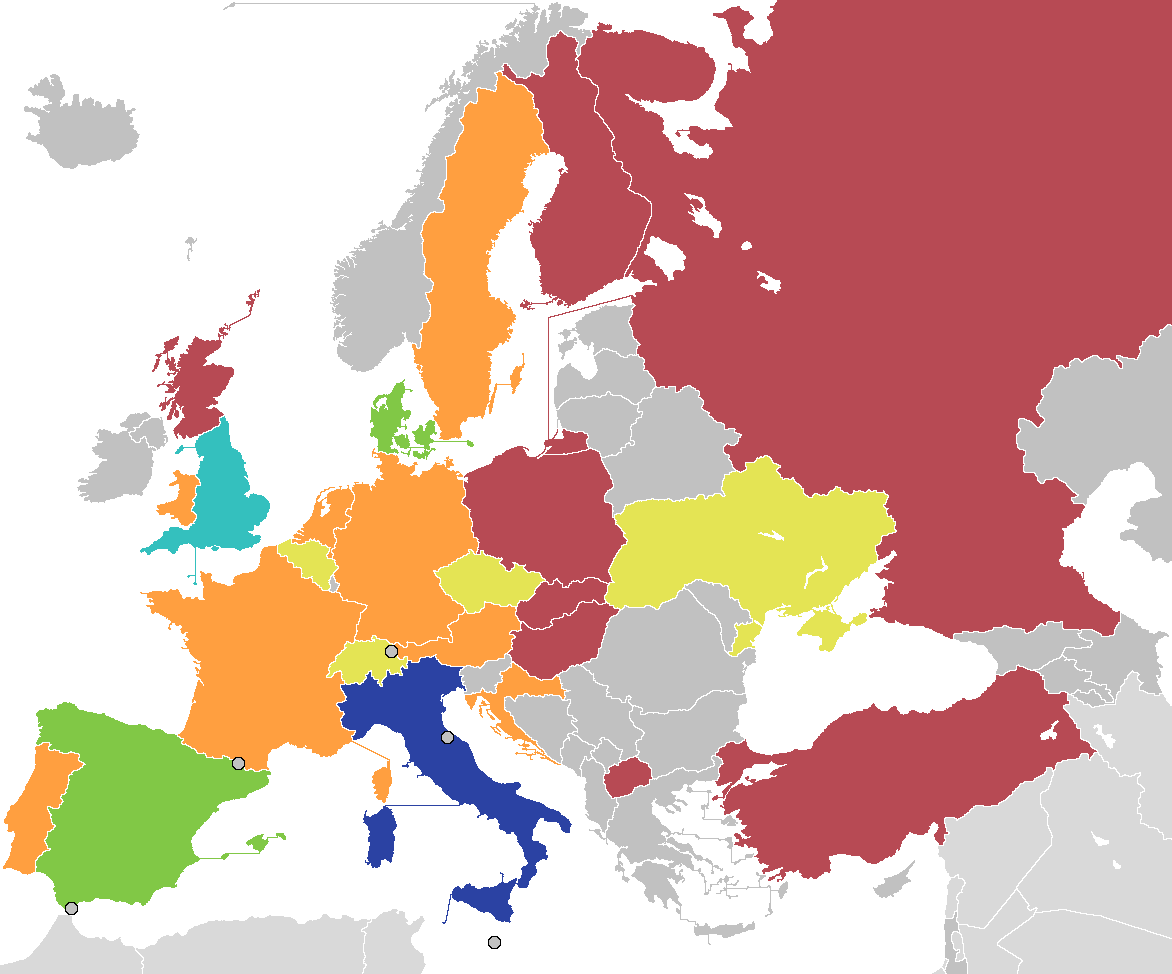
Piazzamenti delle nazionali a Euro 2020
Vincitore
Secondo posto
Semifinale
Quarti di finale
Ottavi di finale
Fase a gironi

Vincitore
     Secondo posto
     Semifinale
     Quarti di finale
     Ottavi di finale
     Fase a gironi

### Fase a gironi

#### Gruppo A
Il girone A include l'Italia, la Turchia, la Svizzera e il Galles. L'Italia, allenata da Roberto Mancini, disputa l'intera fase a gironi in casa allo Stadio Olimpico di Roma, mentre le altre tre partite si svolgono allo Stadio olimpico di Baku. 
La partita inaugurale del girone e del torneo è Turchia-Italia e si tiene l'11 giugno. Dopo aver dominato nel primo tempo, gli Azzurri passano in vantaggio al 55' quando Demiral devia accidentalmente in porta un cross di Berardi, e prendono poi il largo con le reti di Immobile al 66' e di Insigne al 79'. Il giorno dopo, Galles e Svizzera si dividono la posta in palio con le reti dell'elvetico Embolo e del gallese Moore.

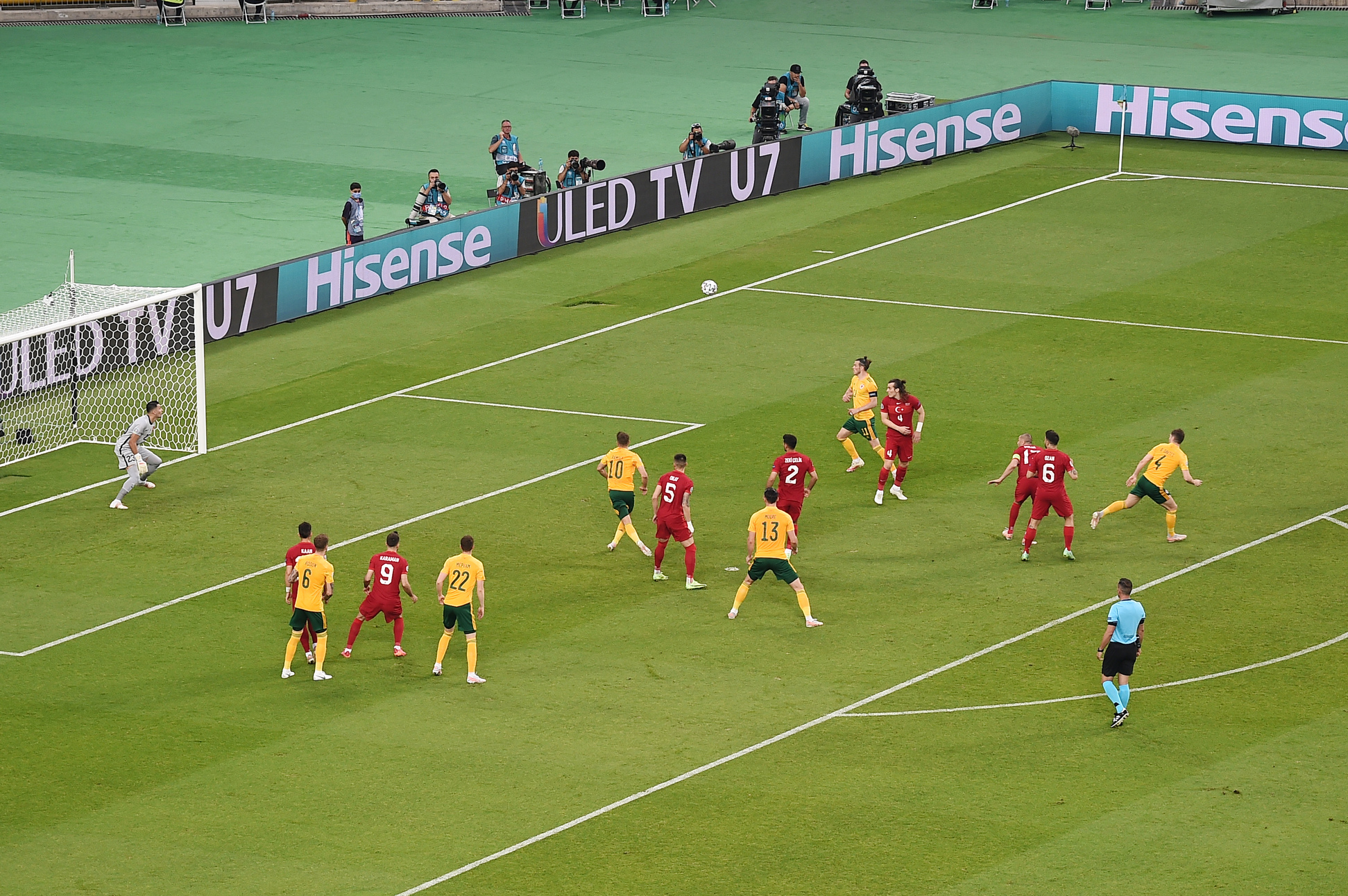
Un'azione di gioco di Turchia-Galles, finita 0-2.

Nella seconda giornata, il Galles ipoteca la qualificazione battendo per 2-0 la Turchia, segnando con Ramsey al 42' e Roberts allo scadere. Più tardi, l'Italia diventa la prima squadra a qualificarsi agli ottavi di finale infliggendo lo stesso risultato della prima giornata alla Svizzera con una doppietta di Locatelli e un gol di Immobile nel finale.
Nell'ultima giornata, l'Italia batte 1-0 il Galles grazie a un gol di Pessina e certifica così il primo posto, mentre il Galles passa come secondo. Nell'altro incontro la deludente Turchia perde per 3-1 anche contro la Svizzera e saluta il torneo come la peggior squadra: al gol di Seferović e alla doppietta di Shaqiri, segue l'unico gol turco del torneo di Kahveci. Grazie ai suoi quattro punti in totale, la Svizzera si qualificherà poi anch'essa agli ottavi, ripescata tra le quattro migliori terze.

#### Gruppo B
Il girone B comprende la Danimarca, la Finlandia (alla prima partecipazione al campionato europeo), il Belgio e la Russia; la Danimarca disputa tutte le sue partite del girone in casa allo Stadio Parken di Copenaghen, mentre la Russia gioca due partite su tre allo Stadio San Pietroburgo nell'omonima città.
Nella prima giornata, durante la partita tra Danimarca e Finlandia, il centrocampista dell'Inter Eriksen si accascia al suolo privo di sensi, colpito da un arresto cardiaco, ma grazie al tempestivo intervento dello staff medico danese, riprende conoscenza e viene trasportato all'ospedale per sottoporsi alle necessarie cure. Ripresa dopo due ore, la partita termina con la Finlandia che vince per 1-0 con rete di Pohjanpalo. Nell'altro incontro, il Belgio batte la Russia per 3-0 grazie a una doppietta di Lukaku e al gol di Meunier.
Nella seconda giornata la Russia batte la Finlandia per 1-0 con gol di Miranchuk a fine primo tempo, mentre il Belgio batte la Danimarca per 2-1: la rete di Poulsen per la Danimarca viene ribaltata dai gol dei belgi Thorgan Hazard e De Bruyne, centrando così la qualificazione matematica agli ottavi.
All'ultimo turno, la Danimarca vince contro la Russia per 4-1, con gol rispettivamente di Damsgaard, Poulsen, Christensen e Mæhle contro il rigore di Dzyuba. Nell'altro incontro, il Belgio sconfigge la Finlandia per 2-0 (autorete di Hradecky e gol di Lukaku) e si riconferma al primo posto nel girone, seguito dalla Danimarca che resta l'unica del girone con tre punti a raggiungere gli ottavi, mentre i risultati di russi e finlandesi non bastano a superare il girone.

#### Gruppo C
Il gruppo C è composto da Paesi Bassi, Ucraina, Austria e Macedonia del Nord, quest'ultima alla sua prima partecipazione alla fase finale di un Europeo. I Paesi Bassi, di ritorno alla competizione dopo l'assenza negli Europei in Francia, giocano le loro partite in casa ad Amsterdam allo stadio Johan Cruijff Arena, mentre le altre tre partite si svolgono all'Arena Națională di Bucarest.
Nella prima gara del girone, l'Austria batte la Macedonia del Nord per 3-1, con gol di Lainer, cui segue il pareggio di Pandev e i gol di Gregoritsch e Arnautović. Nell'altra partita i Paesi Bassi sconfiggono per 3-2 l'Ucraina allenata da Shevchenko, con i gol Oranje di Wijnaldum, Weghorst e Dumfries, contro le reti ucraine di Jarmolenko e Jaremčuk.
Nella seconda giornata l'Ucraina batte la Macedonia del Nord per 2-1, con gol sempre di Jarmolenko e Jaremčuk per gli ucraini e di Alioski per i macedoni. I Paesi Bassi vincono invece contro l'Austria per 2-0 con rigore di Depay e rete di Dumfries, e con questo risultato ottengono la qualificazione matematica da primi del girone, mentre la Macedonia del Nord perde ogni possibilità di accedere agli ottavi di finale.
Nell'ultima giornata, i Paesi Bassi battono anche la Macedonia del Nord per 3-0 con gol di Depay e doppietta di Wijnaldum, nell'ultima gara di Pandev con la nazionale macedone. Nell'altro incontro, l'Austria vince contro l'Ucraina 1-0 col gol di Baumgartner e si qualifica agli ottavi dietro alla nazionale neerlandese, mentre la nazionale ucraina viene ripescata tra le quattro migliori terze, superando i gironi per la prima volta nella sua storia agli Europei.

#### Gruppo D
Le squadre del gruppo D sono Inghilterra, Croazia (vicecampione del mondo in carica), Scozia e Rep. Ceca. L'Inghilterra gioca le sue partite in casa al Wembley Stadium di Londra, mentre la Scozia ne disputa due sulle tre all'Hampden Park di Glasgow.
Nel primo incontro del girone, l'Inghilterra batte la Croazia per 1-0 con un gol di Sterling al 57', mentre la Repubblica Ceca batte la Scozia per 2-0 con una doppietta di Schick.
Nel secondo turno, la Croazia pareggia 1-1 contro la Repubblica Ceca (rigore di Schick al 37' e gol di Perišić al 47'), mentre la partita tra Scozia e Inghilterra termina sullo 0-0.
Nell'ultimo turno, la Croazia batte la Scozia per 3-1 (gol di Modrić, Vlašić e Perišić contro la rete di McGregor). L'Inghilterra vince invece contro la Repubblica Ceca per 1-0 con gol di Sterling al 12' e termina prima nel girone davanti ai croati, mentre la Repubblica Ceca viene recuperata tra le migliori quattro terze.

#### Gruppo E
Il gruppo E comprende Spagna, Svezia, Polonia e Slovacchia. La Spagna disputa le sue partite allo Stadio de la Cartuja a Siviglia, mentre le altre tre partite si svolgono allo Stadio San Pietroburgo nell'omonima città.
Nella prima giornata, la Slovacchia batte la Polonia per 2-1 (autogol di Szczęsny al 18', rete polacca di Linetty e gol slovacco di Skriniar al 69'), mentre la Spagna incontra una rocciosa Svezia, il cui incontro termina 0-0.
Nella seconda giornata la Svezia batte la Slovacchia per 1-0 con un rigore di Forsberg nel finale, mentre la Spagna pareggia una seconda volta, stavolta 1-1 con la Polonia (gol di Morata al 25' e Lewandowski al 54').
All'ultimo turno la Spagna si riprende e straccia la Slovacchia per 5-0 (autoreti di Dúbravka e Kucka e reti di Laporte, Sarabia e Ferrán Torres), mentre la Svezia batte la Polonia per 3-2 con le rispettive doppiette di Forsberg e Lewandowski e il gol decisivo di Claesson al 94'. Si qualificano agli ottavi Spagna e Svezia, mentre Slovacchia e Polonia sono eliminate.

#### Gruppo F
Il gruppo F, il girone di ferro, è composto da Portogallo (campione d'Europa in carica e detentore della Nations League), Francia (campione del mondo in carica e vice campione d'Europa), Ungheria e Germania. Quest'ultima gioca le sue partite in casa nell'Allianz Arena di Monaco di Baviera, mentre le altre tre partite del girone si svolgono alla Puskás Aréna di Budapest.
Nella prima giornata il Portogallo batte l'Ungheria per 3-0 con i gol di Raphaël Guerreiro e doppietta di Cristiano Ronaldo sul finire della partita, mentre la Francia batte la Germania per 1-0 con uno sfortunato autogol di Hummels al 20'.

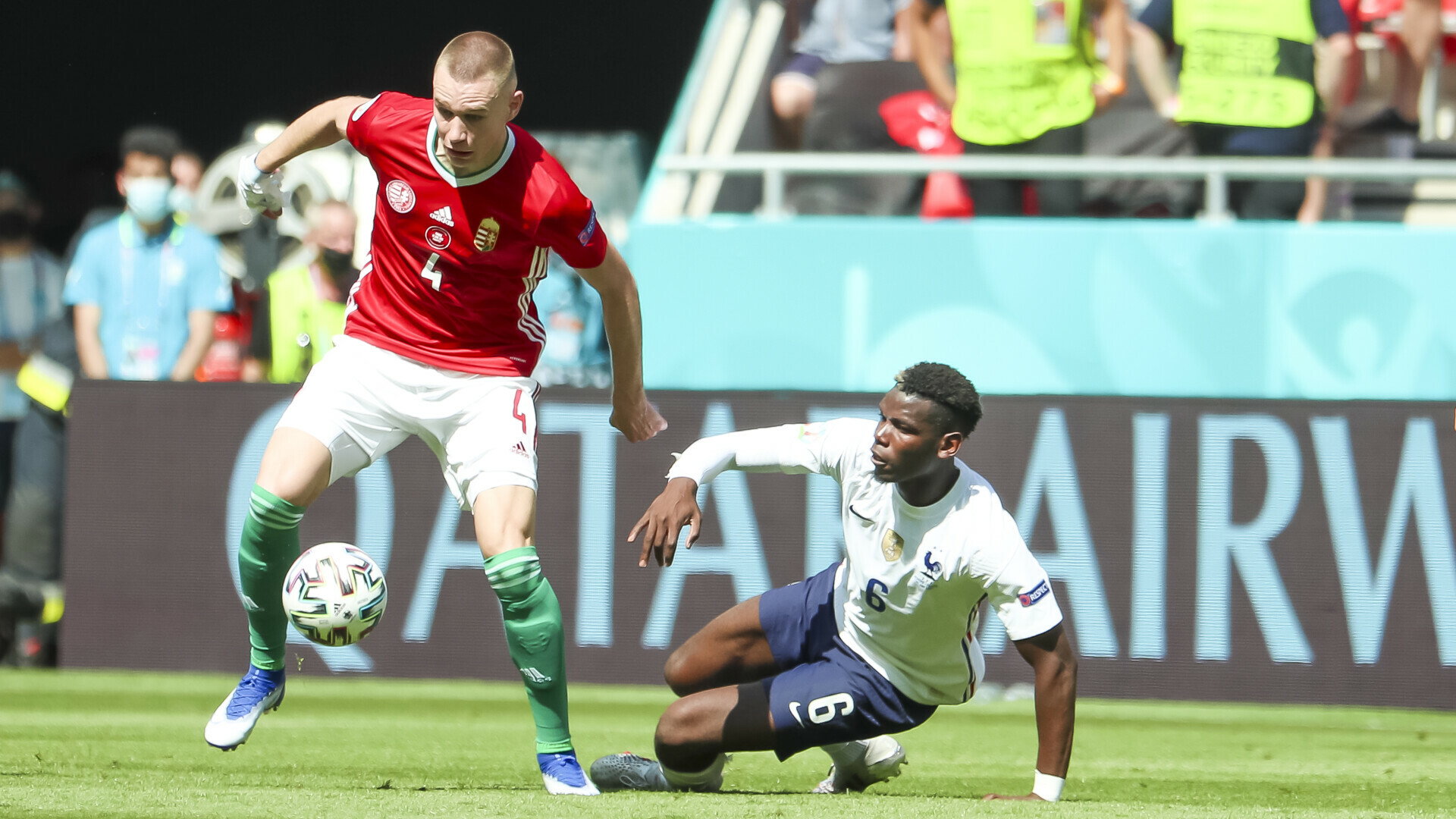
Attila Szalai e Paul Pogba durante Ungheria-Francia della seconda giornata della fase a gironi

Quattro giorni dopo, Francia e Ungheria pareggiano per 1-1 con le reti del magiaro Fiola e del transalpino Griezmann, mentre la Germania batte il Portogallo per 4-2: al gol di Ronaldo al 15', rispondono le autoreti di Rúben Dias e Guerreiro e le reti di Havertz e Gosens, cui segue l'inutile gol di Diogo Jota al 67'.
L'ultima giornata vede un duplice 2-2, sia per Francia-Portogallo che per Germania-Ungheria: la prima partita vede le doppiette di Ronaldo e Benzema, con tre gol realizzati su rigore, mentre la seconda viene influenzata dalle reti di Ádám Szalai, Schäfer, Havertz e Goretzka. Al termine del girone si qualificano agli ottavi di finale la Francia e la Germania, più il Portogallo ripescato tra le migliori terze; l'Ungheria, malgrado l'eliminazione in quanto ultima con due punti, disputa un'ottima competizione.

### Fase a eliminazione diretta

#### Ottavi di finale
Le partite degli ottavi di finale si disputano tra il 26 e il 29 giugno, e vedono accoppiate Belgio-Portogallo, Italia-Austria, Francia-Svizzera, Croazia-Spagna, Svezia-Ucraina, Inghilterra-Germania, Paesi Bassi-Rep. Ceca e Galles-Danimarca.
Ad Amsterdam, la Danimarca supera per 4-0 il Galles, lontano parente dell'ottima nazionale vista al girone, con la doppietta di Dolberg e le reti di Mæhle e Braithwaite. A Londra, l'Italia soffre invece contro l'Austria, riuscendo infine a sconfiggerla per 2-1 ai tempi supplementari con gol di Chiesa e Pessina, cui segue la successiva rete dell'austriaco Kalajdžić che termina l'imbattibilità del portiere azzurro Donnarumma.
A Budapest, la Repubblica Ceca elimina inaspettatamente i Paesi Bassi per 2-0 con reti di Holeš e Schick, conquistando l'accesso ai quarti. A Siviglia, il Belgio elimina invece il Portogallo campione d'Europa in carica, vincendo per 1-0 con gol di Hazard al 42'.
Il terzo giorno degli ottavi vede due partite follemente frenetiche. A Copenaghen, la Spagna sfida una coriacea Croazia, e le reti di Pedri, Sarabia, Azpilicueta, Ferran Torres, Oršić e Pašalić portano il risultato finale dei regolamentari sul 3-3: è solo ai supplementari che gli iberici riescono a superare gli ex-jugoslavi, con le reti di Morata e Oyarzabal. A Bucarest, la Svizzera inizia bene la partita contro la Francia, segnando con Seferović, ma la squadra transalpina riesce a ribaltare il suo svantaggio iniziale dall'1-0 all'1-3 grazie alla doppietta di Benzema e al gol di Pogba; gli elvetici riescono però a riprendersi e riportano la parità con un altro gol di Seferović e la rete di Gavranović. Alla fine dei regolamentari prima e dei supplementari poi, la partita rimane ferma sul 3-3 e verrà decisa ai rigori: entrambe le squadre segnano i primi quattro tiri dal dischetto, ma alla quinta coppia di rigori Sommer para il tiro di Mbappé, segnando l'esordio elvetico ai quarti e la clamorosa eliminazione dei campioni del mondo.
A Wembley, l'Inghilterra batte una deludente Germania per 2-0 con reti di Sterling e Kane, mentre a Glasgow l'Ucraina sfida la Svezia e passa in vantaggio con Zinchenko cui risponde la rete di Forsberg: l'1-1 porta la partita ai supplementari, ma proprio all'ultimo secondo Dovbyk segna il gol che porta gli ucraini ai quarti per la prima volta in un Europeo.

#### Quarti di finale
I quarti di finale si svolgono il 2 e il 3 luglio e vedono accoppiati Belgio-Italia, Svizzera-Spagna, Ucraina-Inghilterra e Rep. Ceca-Danimarca.
La partita tra Spagna e Svizzera si gioca a San Pietroburgo, e inizia con un'autorete di Zakaria a favore degli iberici; gli elvetici si riprendono però un'altra volta e nel secondo tempo pareggiano con il gol di Shaqiri. L'1-1 permane anche ai supplementari e, per la seconda volta di fila per gli elvetici, la partita si decide ai rigori: dopo la prima serie a favore della Svizzera, la Spagna ribalta il risultato sfruttando gli errori degli avversari, con il rigore finale di Oyarzabal, torna così in semifinale.
L'incontro Belgio-Italia si svolge all'Allianz Arena di Monaco di Baviera: passata la mezz'ora, Barella porta gli Azzurri in vantaggio e Insigne segna il raddoppio negli ultimi minuti del primo tempo, ma nei minuti di recupero un'ingenuità degli italiani porta a un rigore di Lukaku che accorcia le distanze. Il 2-1 permane però anche nel secondo tempo e l'Italia accede così alle semifinali.
La partita tra Repubblica Ceca e Danimarca si gioca invece a Baku: i danesi passano in vantaggio dopo soli cinque minuti con Delaney e raddoppiano con Dolberg, e il successivo gol di Schick a inizio ripresa serve solo ad accorciare le distanze.
A Roma, l'Inghilterra travolge invece l'Ucraina per 4-0, con la doppietta di Kane e le reti di Maguire e Henderson, ottenendo la sua prima vittoria fuori casa nella fase ad eliminazione diretta.

#### Semifinali
Le partite delle semifinali Italia-Spagna e Inghilterra-Danimarca si svolgono il 6 e il 7 luglio, e hanno luogo al Wembley Stadium di Londra.
L'incontro tra Italia e Spagna, una sfida che permane da quattro Europei consecutivi a partire dal 2008, si presenta subito molto movimentato, nonostante un primo tempo a reti inviolate: le marcature iniziano al 60' con Chiesa, a cui risponde però Morata dopo venti minuti. L'1-1 permane anche ai supplementari, portando una terza lotteria ai rigori in un solo Europeo, la seconda di fila per la Spagna: la prima coppia di rigori va a vuoto per entrambe le nazionali, mentre le due successive vanno a segno, ma poi gli italiani si portano in vantaggio con l'errore di Morata e trionfano con un rigore decisivo di Jorginho, arrivando in finale per la quarta volta.
L'altra semifinale vede la Danimarca sfidare l'Inghilterra e andare in vantaggio alla mezz'ora con un gol su punizione di Damsgaard, ma gli inglesi pareggiano con uno sfortunato autogol di Kjær dopo quasi dieci minuti. L'1-1 permane per tutti i regolamentari, e sul finire del primo tempo supplementare gli inglesi riescono a portarsi in vantaggio con un rigore di Kane che viene soltanto respinto dal portiere Schmeichel, e che mette comunque immediatamente in rete; in tal modo, l'Inghilterra raggiunge per la prima volta la finale di un Europeo.

#### Finale

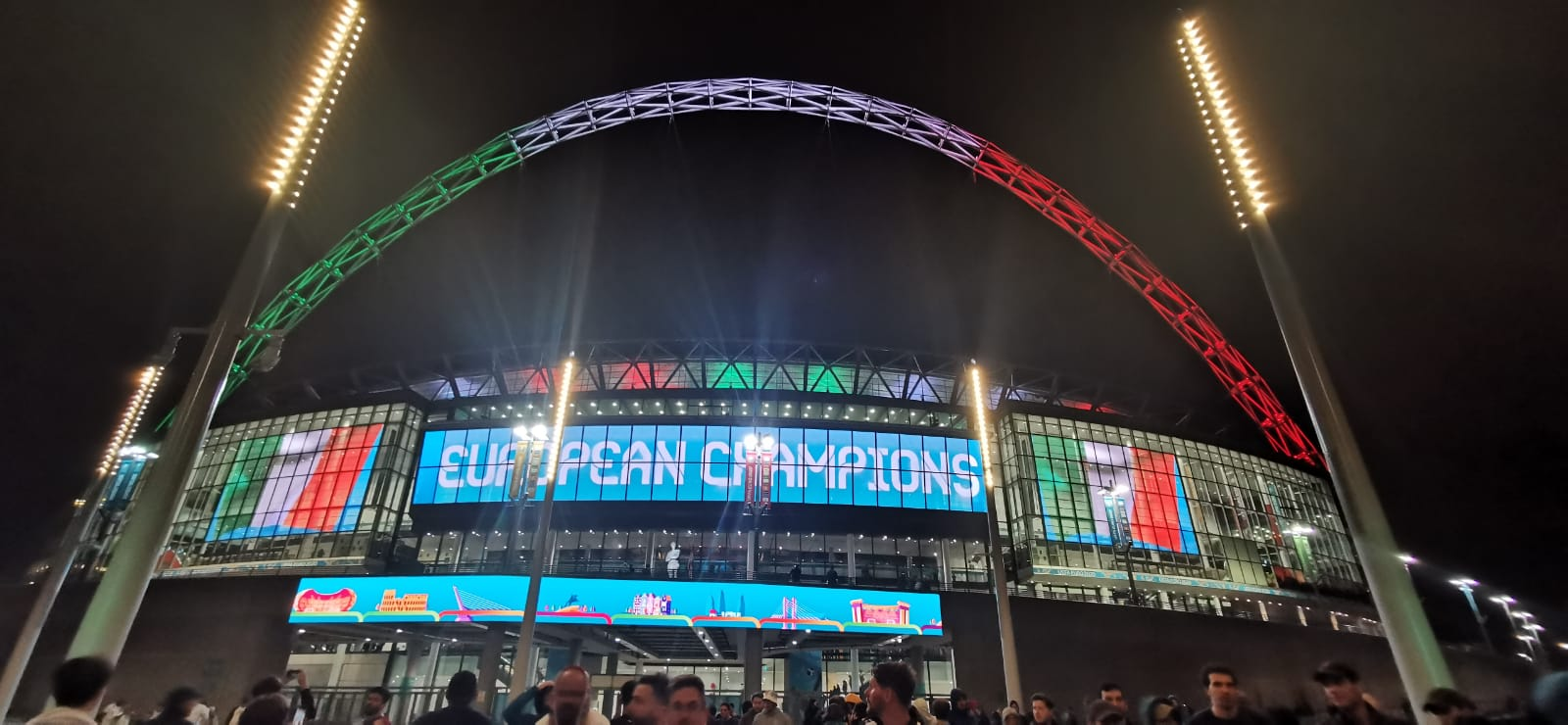
L'arco dello stadio di Wembley con i colori della bandiera italiana dopo la vittoria della nazionale azzurra

La finale si svolge l'11 luglio al Wembley Stadium: tra un'Italia che cerca il suo secondo titolo europeo e l'Inghilterra padrona di casa che cerca il suo secondo trionfo internazionale dopo i Mondiali del 1966.
L'Inghilterra passa in vantaggio con una rete fulminea di Shaw che beffa Donnarumma, a soli due minuti dal fischio d'inizio. Nel prosieguo del primo tempo l'Italia tenta di rispondere in tutti i modi senza però riuscire a centrare il pareggio, provandoci con Insigne, Chiesa, Immobile e Verratti. La ripresa vede un'Italia ancora alla ricerca del pareggio e un'Inghilterra che si chiude sempre di più e che viene salvata più volte da Pickford che neutralizza occasioni favorevoli per gli Azzurri. Il pareggio arriva a circa venti minuti dalla fine del secondo tempo, sugli sviluppi di un calcio d'angolo battuto da Berardi: nel mezzo del caos in area di rigore inglese, Bonucci riesce a superare Pickford e a insaccare in rete. Dopo un'ultima occasione azzurra nei tempi regolamentari, che finiscono 1-1, i supplementari vedono un'Inghilterra più aggressiva, anche se l'Italia non rinuncia ad attaccare. Dopo numerose occasioni da entrambe le parti, la partita termina sull'1-1 e l'Europeo si decide alla lotteria dei rigori, la seconda nella storia del torneo dopo la finale del 1976 vinta dalla Cecoslovacchia contro la Germania Ovest, e la quarta in totale (oltre che la seconda di fila per l'Italia) in un solo Europeo.
Dopo che la coppia iniziale di penalty di Berardi e Kane va a segno, Belotti sbaglia il suo rigore, mentre Maguire realizza un tiro perfetto, portando i Tre Leoni sul 2-1. Il risultato viene però ribaltato dagli Azzurri per 3-2, con Bonucci e Bernardeschi che segnano i loro rigori e i penalty falliti di Rashford (palo) e Sancho (parato). Jorginho fallisce poi il match point che viene parato da Pickford con l'aiuto del palo, ma Donnarumma neutralizza l'ultimo rigore, calciato da Saka. L'Italia vince così il suo secondo Europeo, a 53 anni di distanza dal precedente successo, e il primo trofeo internazionale dopo i Mondiali vinti quindici anni prima in Germania.

## Risultati

### Fase a gironi
La UEFA ha annunciato il programma del torneo il 24 maggio 2018. Gli orari di inizio delle partite dei gruppi e degli ottavi di finale sono stati comunicati dopo il sorteggio finale.
| Pos | Squadra  |
| --- | -------- |
| A1  | Italia   |
| A2  | Turchia  |
| A3  | Galles   |
| A4  | Svizzera |

| Pos | Squadra   |
| --- | --------- |
| B1  | Danimarca |
| B2  | Finlandia |
| B3  | Belgio    |
| B4  | Russia    |

| Pos | Squadra            |
| --- | ------------------ |
| C1  | Paesi Bassi        |
| C2  | Ucraina            |
| C3  | Austria            |
| C4  | Macedonia del Nord |

| Pos | Squadra     |
| --- | ----------- |
| D1  | Inghilterra |
| D2  | Croazia     |
| D3  | Scozia      |
| D4  | Rep. Ceca   |

| Pos | Squadra    |
| --- | ---------- |
| E1  | Spagna     |
| E2  | Svezia     |
| E3  | Polonia    |
| E4  | Slovacchia |

| Pos | Squadra    |
| --- | ---------- |
| F1  | Ungheria   |
| F2  | Portogallo |
| F3  | Francia    |
| F4  | Germania   |

- Le posizioni (1, 2, 3 o 4) sono state sorteggiate e non rispecchiano il numero dell'urna dalla quale le squadre sono state estratte.
- In corsivo alla fase finale a sorteggio già avvenuto, tramite gli spareggi.

#### Calendario
| Giornata   | Date              | Partite      |
| ---------- | ----------------- | ------------ |
| Giornata 1 | 11–15 giugno 2021 | 1 v 2, 3 v 4 |
| Giornata 2 | 16–19 giugno 2021 | 1 v 3, 2 v 4 |
| Giornata 3 | 20–23 giugno 2021 | 4 v 1, 2 v 3 |

#### Formula
Si qualificano agli ottavi di finale le prime due squadre classificate di ogni gruppo più le quattro migliori squadre terze classificate.
Se due o più squadre dello stesso girone sono a pari punti al termine della fase a gironi, per determinare la classifica si applicano i seguenti criteri nell'ordine indicato:
- maggior numero di punti nelle partite disputate fra le squadre in questione (scontri diretti);
- miglior differenza reti nelle partite disputate fra le squadre in questione;
- maggior numero di gol segnati nelle partite disputate fra le squadre in questione.

Se alcune squadre sono ancora a pari merito dopo aver applicato questi criteri, essi vengono riapplicati esclusivamente alle partite fra le squadre in questione per determinare la classifica finale. Se la suddetta procedura non porta a un esito, si applicano i seguenti criteri:
- miglior differenza reti in tutte le partite del girone;
- maggior numero di gol segnati in tutte le partite del girone;
- maggior numero di vittorie in tutte le partite del girone;
- migliore condotta fair play del girone, calcolata con le seguenti penalizzazioni:
  1. ogni ammonizione: un punto;
  2. ogni espulsione per doppia ammonizione o espulsione diretta: tre punti;
- migliore posizione nella classifica generale delle qualificazioni europee.

Se due squadre che hanno lo stesso numero di punti e lo stesso numero di gol segnati e subiti si sfidano nell'ultima partita del girone e sono ancora a pari punti al termine della giornata, la classifica finale viene determinata tramite i tiri di rigore, purché nessun'altra squadra del girone abbia gli stessi punti al termine della fase a gironi.

#### Gruppo A

##### Classifica
| Pos. | Squadra  | Pt | G | V | N | P | GF | GS | DR |
| ---- | -------- | -- | - | - | - | - | -- | -- | -- |
| 1.   | Italia   | 9  | 3 | 3 | 0 | 0 | 7  | 0  | +7 |
| 2.   | Galles   | 4  | 3 | 1 | 1 | 1 | 3  | 2  | +1 |
| 3.   | Svizzera | 4  | 3 | 1 | 1 | 1 | 4  | 5  | -1 |
| 4.   | Turchia  | 0  | 3 | 0 | 0 | 3 | 1  | 8  | -7 |

##### Incontri
| Arbitro: | Danny Makkelie |

|  |           |                                             |
|  | Marcatori | 53’ (aut.) Demiral 66’ Immobile 79’ Insigne |

| Arbitro: | Clément Turpin |

|           |           |            |
| Moore 74’ | Marcatori | 49’ Embolo |

| Arbitro: | Artur Soares Dias |

|  |           |                             |
|  | Marcatori | 42’ Ramsey 90+5’ C. Roberts |

| Arbitro: | Sergej Karasëv |

|                                 |           |  |
| Locatelli 26’, 52’ Immobile 89’ | Marcatori |  |

| Arbitro: | Slavko Vinčić |

|                               |           |             |
| Seferović 6’ Shaqiri 26’, 68’ | Marcatori | 62’ Kahveci |

| Arbitro: | Ovidiu Hațegan |

|             |           |  |
| Pessina 40’ | Marcatori |  |

#### Gruppo B

##### Classifica
| Pos. | Squadra   | Pt | G | V | N | P | GF | GS | DR |
| ---- | --------- | -- | - | - | - | - | -- | -- | -- |
| 1.   | Belgio    | 9  | 3 | 3 | 0 | 0 | 7  | 1  | +6 |
| 2.   | Danimarca | 3  | 3 | 1 | 0 | 2 | 5  | 4  | +1 |
| 3.   | Finlandia | 3  | 3 | 1 | 0 | 2 | 1  | 3  | -2 |
| 4.   | Russia    | 3  | 3 | 1 | 0 | 2 | 2  | 7  | -5 |

##### Incontri
| Arbitro: | Anthony Taylor |

|  |           |                |
|  | Marcatori | 60’ Pohjanpalo |

| Arbitro: | Antonio Mateu Lahoz |

|                             |           |  |
| Lukaku 10’, 88’ Meunier 34’ | Marcatori |  |

| Arbitro: | Danny Makkelie |

|  |           |                |
|  | Marcatori | 45+2’ Mirančuk |

| Arbitro: | Björn Kuipers |

|            |           |                             |
| Poulsen 2’ | Marcatori | 55’ T. Hazard 70’ De Bruyne |

| Arbitro: | Clément Turpin |

|                   |           |                                                     |
| Dzjuba 70’ (rig.) | Marcatori | 38’ Damsgaard 59’ Poulsen 79’ Christensen 82’ Mæhle |

| Arbitro: | Felix Brych |

|  |           |                                |
|  | Marcatori | 74’ (aut.) Hrádecký 81’ Lukaku |

#### Gruppo C

##### Classifica
| Pos. | Squadra            | Pt | G | V | N | P | GF | GS | DR |
| ---- | ------------------ | -- | - | - | - | - | -- | -- | -- |
| 1.   | Paesi Bassi        | 9  | 3 | 3 | 0 | 0 | 8  | 2  | +6 |
| 2.   | Austria            | 6  | 3 | 2 | 0 | 1 | 4  | 3  | +1 |
| 3.   | Ucraina            | 3  | 3 | 1 | 0 | 2 | 4  | 5  | -1 |
| 4.   | Macedonia del Nord | 0  | 3 | 0 | 0 | 3 | 2  | 8  | -6 |

##### Incontri
| Arbitro: | Andreas Ekberg |

|                                           |           |            |
| Lainer 18’ Gregoritsch 78’ Arnautović 89’ | Marcatori | 28’ Pandev |

| Arbitro: | Felix Brych |

|                                         |           |                             |
| Wijnaldum 52’ Weghorst 59’ Dumfries 85’ | Marcatori | 75’ Jarmolenko 79’ Jaremčuk |

| Arbitro: | Fernando Rapallini |

|                             |           |             |
| Jarmolenko 29’ Jaremčuk 34’ | Marcatori | 57’ Alioski |

| Arbitro: | Orel Grinfeld |

|                               |           |  |
| Depay 11’ (rig.) Dumfries 67’ | Marcatori |  |

| Arbitro: | István Kovács |

|  |           |                              |
|  | Marcatori | 24’ Depay 51’, 58’ Wijnaldum |

| Arbitro: | Cüneyt Çakır |

|  |           |                 |
|  | Marcatori | 21’ Baumgartner |

#### Gruppo D

##### Classifica
| Pos. | Squadra     | Pt | G | V | N | P | GF | GS | DR |
| ---- | ----------- | -- | - | - | - | - | -- | -- | -- |
| 1.   | Inghilterra | 7  | 3 | 2 | 1 | 0 | 2  | 0  | +2 |
| 2.   | Croazia     | 4  | 3 | 1 | 1 | 1 | 4  | 3  | +1 |
| 3.   | Rep. Ceca   | 4  | 3 | 1 | 1 | 1 | 3  | 2  | +1 |
| 4.   | Scozia      | 1  | 3 | 0 | 1 | 2 | 1  | 5  | -4 |

##### Incontri
| Arbitro: | Daniele Orsato |

|              |           |  |
| Sterling 57’ | Marcatori |  |

| Arbitro: | Daniel Siebert |

|  |           |                 |
|  | Marcatori | 42’, 52’ Schick |

| Arbitro: | Carlos del Cerro Grande |

|             |           |                   |
| Perišić 47’ | Marcatori | 37’ (rig.) Schick |

| Londra 18 giugno 2021, ore 20:00 UTC+1 Incontro 20 | Inghilterra         | 0 – 0 referto | Scozia | Wembley Stadium (20 306 spett.)\| Arbitro: \| Antonio Mateu Lahoz \| |
| Arbitro:                                           | Antonio Mateu Lahoz |               |        |                                                                      |

| Arbitro: | Fernando Rapallini |

|                                   |           |              |
| Vlašić 17’ Modrić 62’ Perišić 77’ | Marcatori | 42’ McGregor |

| Arbitro: | Artur Soares Dias |

|  |           |              |
|  | Marcatori | 12’ Sterling |

#### Gruppo E

##### Classifica
| Pos. | Squadra    | Pt | G | V | N | P | GF | GS | DR |
| ---- | ---------- | -- | - | - | - | - | -- | -- | -- |
| 1.   | Svezia     | 7  | 3 | 2 | 1 | 0 | 4  | 2  | +2 |
| 2.   | Spagna     | 5  | 3 | 1 | 2 | 0 | 6  | 1  | +5 |
| 3.   | Slovacchia | 3  | 3 | 1 | 0 | 2 | 2  | 7  | -5 |
| 4.   | Polonia    | 1  | 3 | 0 | 1 | 2 | 4  | 6  | -2 |

##### Incontri
| Arbitro: | Ovidiu Hațegan |

|             |           |                                  |
| Linetty 46’ | Marcatori | 18’ (aut.) Szczęsny 69’ Škriniar |

| Siviglia 14 giugno 2021, ore 21:00 UTC+2 Incontro 9 | Spagna        | 0 – 0 referto | Svezia | Stadio de la Cartuja (10 559 spett.)\| Arbitro: \| Slavko Vinčić \| |
| Arbitro:                                            | Slavko Vinčić |               |        |                                                                     |

| Arbitro: | Daniel Siebert |

|                     |           |  |
| Forsberg 77’ (rig.) | Marcatori |  |

| Arbitro: | Daniele Orsato |

|            |           |                 |
| Morata 25’ | Marcatori | 54’ Lewandowski |

| Arbitro: | Björn Kuipers |

|  |           |                                                                              |
|  | Marcatori | 30’ (aut.) Dúbravka 45+3’ Laporte 56’ Sarabia 67’ F. Torres 71’ (aut.) Kucka |

| Arbitro: | Michael Oliver |

|                                 |           |                      |
| Forsberg 2’, 59’ Claesson 90+4’ | Marcatori | 61’, 84’ Lewandowski |

#### Gruppo F

##### Classifica
| Pos. | Squadra    | Pt | G | V | N | P | GF | GS | DR |
| ---- | ---------- | -- | - | - | - | - | -- | -- | -- |
| 1.   | Francia    | 5  | 3 | 1 | 2 | 0 | 4  | 3  | +1 |
| 2.   | Germania   | 4  | 3 | 1 | 1 | 1 | 6  | 5  | +1 |
| 3.   | Portogallo | 4  | 3 | 1 | 1 | 1 | 7  | 6  | +1 |
| 4.   | Ungheria   | 2  | 3 | 0 | 2 | 1 | 3  | 6  | -3 |

##### Incontri
| Arbitro: | Cüneyt Çakır |

|  |           |                                         |
|  | Marcatori | 84’ Guerreiro 87’ (rig.), 90+2’ Ronaldo |

| Arbitro: | Carlos del Cerro Grande |

|                    |           |  |
| Hummels 20’ (aut.) | Marcatori |  |

| Arbitro: | Michael Oliver |

|             |           |               |
| Fiola 45+2’ | Marcatori | 66’ Griezmann |

| Arbitro: | Anthony Taylor |

|                            |           |                                                             |
| Ronaldo 15’ Diogo Jota 67’ | Marcatori | 35’ (aut.) Dias 39’ (aut.) Guerreiro 51’ Havertz 60’ Gosens |

| Arbitro: | Antonio Mateu Lahoz |

|                                |           |                           |
| Ronaldo 31’ (rig.), 60’ (rig.) | Marcatori | 45+2’ (rig.), 47’ Benzema |

| Arbitro: | Sergej Karasëv |

|                          |           |                            |
| Havertz 66’ Goretzka 84’ | Marcatori | 11’ Ád. Szalai 68’ Schäfer |

#### Raffronto tra le terze classificate

##### Criteri applicati
Tra le terze classificate di ogni girone, si applicano i seguenti criteri per stabilire il passaggio del turno delle migliori quattro squadre:
- maggior numero di punti ottenuti nella fase a gironi;
- miglior differenza reti nella fase a gironi;
- maggior numero di reti segnate nella fase a gironi;
- maggior numero di vittorie nella fase a gironi;
- migliore condotta fair play del girone, calcolata con le seguenti penalizzazioni:
  1. ogni ammonizione: un punto;
  2. ogni espulsione per doppia ammonizione o espulsione diretta: tre punti;
- migliore posizione nella classifica generale delle qualificazioni europee.

##### Classifica
| Pos. | Squadra    | Pt | G | V | N | P | GF | GS | DR | Gruppo |
| ---- | ---------- | -- | - | - | - | - | -- | -- | -- | ------ |
| 1.   | Portogallo | 4  | 3 | 1 | 1 | 1 | 7  | 6  | +1 | F      |
| 2.   | Rep. Ceca  | 4  | 3 | 1 | 1 | 1 | 3  | 2  | +1 | D      |
| 3.   | Svizzera   | 4  | 3 | 1 | 1 | 1 | 4  | 5  | -1 | A      |
| 4.   | Ucraina    | 3  | 3 | 1 | 0 | 2 | 4  | 5  | -1 | C      |
| 5.   | Finlandia  | 3  | 3 | 1 | 0 | 2 | 1  | 3  | -2 | B      |
| 6.   | Slovacchia | 3  | 3 | 1 | 0 | 2 | 2  | 7  | -5 | E      |

### Fase a eliminazione diretta

#### Regolamento
Si qualificano a questa fase tutte le vincitrici, le seconde classificate e le quattro migliori terze classificate della fase a gironi. Quest'ultime vengono determinate secondo i criteri elencati nel paragrafo precedente. I gruppi da cui provengono le quattro migliori terze classificate determinano gli scontri degli ottavi come da regolamento UEFA (secondo gli articoli 20 e 21 del Regolamento del Campionato Europeo UEFA).

#### Tabellone
|  | Ottavi di finale | Ottavi di finale | Ottavi di finale |              |                   | Quarti di finale  | Quarti di finale | Quarti di finale |  |  | Semifinali | Semifinali | Semifinali |  |  | Finale | Finale | Finale |  |
|  |                  |                  |                  |              |                   |                   |                  |                  |  |  |            |            |            |  |  |        |        |        |  |
|  | 1B               | Belgio           | 1                |              |                   |                   |                  |                  |  |  |            |            |            |  |  |        |        |        |  |
|  | 1B               | Belgio           | 1                |              |                   |                   |                  |                  |  |  |            |            |            |  |  |        |        |        |  |
|  | 3F               | Portogallo       | 0                |              |                   |                   |                  |                  |  |  |            |            |            |  |  |        |        |        |  |
|  | 3F               | Portogallo       | 0                |              | Belgio            | Belgio            | 1                |                  |  |  |            |            |            |  |  |        |        |        |  |
|  |                  |                  |                  |              | Belgio            | Belgio            | 1                |                  |  |  |            |            |            |  |  |        |        |        |  |
|  |                  |                  | Italia           | Italia       | 2                 |                   |                  |                  |  |  |            |            |            |  |  |        |        |        |  |
|  | 1A               | Italia (dts)     | Italia           | Italia       | 2                 | 2                 |                  |                  |  |  |            |            |            |  |  |        |        |        |  |
|  | 1A               | Italia (dts)     |                  |              |                   |                   |                  |                  |  |  |            |            |            |  |  |        |        |        |  |
|  | 2C               | Austria          | 1                |              |                   |                   |                  |                  |  |  |            |            |            |  |  |        |        |        |  |
|  | 2C               | Austria          | 1                |              | Italia (dtr)      | Italia (dtr)      | 1 (4)            |                  |  |  |            |            |            |  |  |        |        |        |  |
|  |                  |                  |                  |              |                   |                   |                  |                  |  |  |            |            |            |  |  |        |        |        |  |
|  |                  |                  | Spagna           | Spagna       | 1 (2)             |                   |                  |                  |  |  |            |            |            |  |  |        |        |        |  |
|  | 1F               | Francia          | Spagna           | Spagna       | 1 (2)             | 3 (4)             |                  |                  |  |  |            |            |            |  |  |        |        |        |  |
|  | 1F               | Francia          |                  |              |                   |                   |                  |                  |  |  |            |            |            |  |  |        |        |        |  |
|  | 3A               | Svizzera (dtr)   | 3 (5)            |              |                   |                   |                  |                  |  |  |            |            |            |  |  |        |        |        |  |
|  | 3A               | Svizzera (dtr)   | 3 (5)            |              | Svizzera          | Svizzera          | 1 (1)            |                  |  |  |            |            |            |  |  |        |        |        |  |
|  |                  |                  |                  |              | Svizzera          | Svizzera          | 1 (1)            |                  |  |  |            |            |            |  |  |        |        |        |  |
|  |                  |                  | Spagna (dtr)     | Spagna (dtr) | 1 (3)             |                   |                  |                  |  |  |            |            |            |  |  |        |        |        |  |
|  | 2D               | Croazia          | Spagna (dtr)     | Spagna (dtr) | 1 (3)             | 3                 |                  |                  |  |  |            |            |            |  |  |        |        |        |  |
|  | 2D               | Croazia          |                  |              |                   |                   |                  |                  |  |  |            |            |            |  |  |        |        |        |  |
|  | 2E               | Spagna (dts)     | 5                |              |                   |                   |                  |                  |  |  |            |            |            |  |  |        |        |        |  |
|  | 2E               | Spagna (dts)     | 5                |              | Italia (dtr)      | Italia (dtr)      | 1 (3)            |                  |  |  |            |            |            |  |  |        |        |        |  |
|  |                  |                  |                  |              |                   |                   |                  |                  |  |  |            |            |            |  |  |        |        |        |  |
|  |                  |                  | Inghilterra      | Inghilterra  | 1 (2)             |                   |                  |                  |  |  |            |            |            |  |  |        |        |        |  |
|  | 1E               | Svezia           | Inghilterra      | Inghilterra  | 1 (2)             | 1                 |                  |                  |  |  |            |            |            |  |  |        |        |        |  |
|  | 1E               | Svezia           |                  |              |                   |                   |                  |                  |  |  |            |            |            |  |  |        |        |        |  |
|  | 3C               | Ucraina (dts)    | 2                |              |                   |                   |                  |                  |  |  |            |            |            |  |  |        |        |        |  |
|  | 3C               | Ucraina (dts)    | 2                |              | Ucraina           | Ucraina           | 0                |                  |  |  |            |            |            |  |  |        |        |        |  |
|  |                  |                  |                  |              | Ucraina           | Ucraina           | 0                |                  |  |  |            |            |            |  |  |        |        |        |  |
|  |                  |                  | Inghilterra      | Inghilterra  | 4                 |                   |                  |                  |  |  |            |            |            |  |  |        |        |        |  |
|  | 1D               | Inghilterra      | Inghilterra      | Inghilterra  | 4                 | 2                 |                  |                  |  |  |            |            |            |  |  |        |        |        |  |
|  | 1D               | Inghilterra      |                  |              |                   |                   |                  |                  |  |  |            |            |            |  |  |        |        |        |  |
|  | 2F               | Germania         | 0                |              |                   |                   |                  |                  |  |  |            |            |            |  |  |        |        |        |  |
|  | 2F               | Germania         | 0                |              | Inghilterra (dts) | Inghilterra (dts) | 2                |                  |  |  |            |            |            |  |  |        |        |        |  |
|  |                  |                  |                  |              |                   |                   |                  |                  |  |  |            |            |            |  |  |        |        |        |  |
|  |                  |                  | Danimarca        | Danimarca    | 1                 |                   |                  |                  |  |  |            |            |            |  |  |        |        |        |  |
|  | 1C               | Paesi Bassi      | Danimarca        | Danimarca    | 1                 | 0                 |                  |                  |  |  |            |            |            |  |  |        |        |        |  |
|  | 1C               | Paesi Bassi      |                  |              |                   |                   |                  |                  |  |  |            |            |            |  |  |        |        |        |  |
|  | 3D               | Rep. Ceca        | 2                |              |                   |                   |                  |                  |  |  |            |            |            |  |  |        |        |        |  |
|  | 3D               | Rep. Ceca        | 2                |              | Rep. Ceca         | Rep. Ceca         | 1                |                  |  |  |            |            |            |  |  |        |        |        |  |
|  |                  |                  |                  |              | Rep. Ceca         | Rep. Ceca         | 1                |                  |  |  |            |            |            |  |  |        |        |        |  |
|  |                  |                  | Danimarca        | Danimarca    | 2                 |                   |                  |                  |  |  |            |            |            |  |  |        |        |        |  |
|  | 2A               | Galles           | Danimarca        | Danimarca    | 2                 | 0                 |                  |                  |  |  |            |            |            |  |  |        |        |        |  |
|  | 2A               | Galles           |                  |              |                   |                   |                  |                  |  |  |            |            |            |  |  |        |        |        |  |
|  | 2B               | Danimarca        | 4                |              |                   |                   |                  |                  |  |  |            |            |            |  |  |        |        |        |  |

#### Ottavi di finale
| Arbitro: | Daniel Siebert |

|  |           |                                              |
|  | Marcatori | 27’, 48’ Dolberg 88’ Mæhle 90+4’ Braithwaite |

| Arbitro: | Anthony Taylor |

|                         |           |                |
| Chiesa 95’ Pessina 105’ | Marcatori | 114’ Kalajdžić |

| Arbitro: | Sergej Karasëv |

|  |           |                      |
|  | Marcatori | 68’ Holeš 80’ Schick |

| Arbitro: | Felix Brych |

|               |           |  |
| T. Hazard 42’ | Marcatori |  |

| Arbitro: | Cüneyt Çakır |

|                                          |           |                                                                      |
| Pedri 20’ (aut.) Oršić 85’ Pašalić 90+2’ | Marcatori | 38’ Sarabia 57’ Azpilicueta 77’ F. Torres 100’ Morata 103’ Oyarzabal |

| Arbitro: | Fernando Rapallini |

|                                     |                      |                                        |
| Benzema 57’, 59’ Pogba 75’          | Marcatori            | 15’, 81’ Seferović 90’ Gavranović      |
| Pogba Giroud Thuram Kimpembe Mbappé | Tiri di rigore 4 – 5 | Gavranović Schär Akanji Vargas Mehmedi |

| Arbitro: | Danny Makkelie |

|                       |           |  |
| Sterling 75’ Kane 86’ | Marcatori |  |

| Arbitro: | Daniele Orsato |

|              |           |                            |
| Forsberg 43’ | Marcatori | 27’ Zinčenko 120+1’ Dovbyk |

#### Quarti di finale
| Arbitro: | Michael Oliver |

|                                |                      |                                           |
| Shaqiri 68’                    | Marcatori            | 8’ (aut.) Zakaria                         |
| Gavranović Schär Akanji Vargas | Tiri di rigore 1 – 3 | Busquets Dani Olmo Rodri Moreno Oyarzabal |

| Arbitro: | Slavko Vinčić |

|                     |           |                         |
| Lukaku 45+2’ (rig.) | Marcatori | 31’ Barella 44’ Insigne |

| Arbitro: | Björn Kuipers |

|            |           |                        |
| Schick 49’ | Marcatori | 5’ Delaney 42’ Dolberg |

| Arbitro: | Felix Brych |

|  |           |                                        |
|  | Marcatori | 4’, 50’ Kane 46’ Maguire 63’ Henderson |

#### Semifinali
| Arbitro: | Felix Brych |

|                                                 |                      |                                |
| Chiesa 60’                                      | Marcatori            | 80’ Morata                     |
| Locatelli Belotti Bonucci Bernardeschi Jorginho | Tiri di rigore 4 – 2 | Dani Olmo Moreno Thiago Morata |

| Arbitro: | Danny Makkelie |

|                           |           |               |
| Kjær 39’ (aut.) Kane 104’ | Marcatori | 30’ Damsgaard |

#### Finale
| Arbitro: | Björn Kuipers |

|                                               |                      |                                   |
| Bonucci 67’                                   | Marcatori            | 2’ Shaw                           |
| Berardi Belotti Bonucci Bernardeschi Jorginho | Tiri di rigore 3 – 2 | Kane Maguire Rashford Sancho Saka |

## Statistiche

### Classifica marcatori
5 reti
- Cristiano Ronaldo (3 rig.)

- Patrick Schick (1 rig.)

4 reti
- Romelu Lukaku (1 rig.)
- Karim Benzema (1 rig.)

- Harry Kane
- Emil Forsberg (1 rig.)

3 reti
- Kasper Dolberg
- Raheem Sterling
- Georginio Wijnaldum

- Robert Lewandowski
- Álvaro Morata
- Haris Seferović

- Xherdan Shaqiri

2 reti
- Thorgan Hazard
- Ivan Perišić
- Mikkel Damsgaard
- Joakim Mæhle
- Yussuf Poulsen
- Kai Havertz

- Federico Chiesa
- Ciro Immobile
- Lorenzo Insigne
- Manuel Locatelli
- Matteo Pessina
- Memphis Depay (1 rig.)

- Denzel Dumfries
- Pablo Sarabia
- Ferrán Torres
- Roman Jaremčuk
- Andrij Jarmolenko

1 rete
- Marko Arnautović
- Christoph Baumgartner
- Michael Gregoritsch
- Saša Kalajdžić
- Stefan Lainer
- Kevin De Bruyne
- Thomas Meunier
- Luka Modrić
- Mislav Oršić
- Mario Pašalić
- Nikola Vlašić
- Martin Braithwaite
- Andreas Christensen
- Thomas Delaney
- Joel Pohjanpalo
- Antoine Griezmann
- Paul Pogba

- Kieffer Moore
- Aaron Ramsey
- Connor Roberts
- Leon Goretzka
- Robin Gosens
- Jordan Henderson
- Harry Maguire
- Luke Shaw
- Nicolò Barella
- Leonardo Bonucci
- Ezgjan Alioski
- Goran Pandev
- Wout Weghorst
- Karol Linetty
- Raphaël Guerreiro
- Diogo Jota
- Tomáš Holeš

- Artëm Dzjuba (1 rig.)
- Aleksej Mirančuk
- Callum McGregor
- Milan Škriniar
- César Azpilicueta
- Aymeric Laporte
- Mikel Oyarzabal
- Viktor Claesson
- Breel Embolo
- Mario Gavranović
- İrfan Kahveci
- Artem Dovbyk
- Oleksandr Zinčenko
- Attila Fiola
- András Schäfer
- Ádám Szalai

Autoreti
- Simon Kjær (1, pro  Inghilterra)
- Lukáš Hrádecký (1, pro  Belgio)
- Mats Hummels (1, pro  Francia)
- Wojciech Szczęsny (1, pro  Slovacchia)

- Rúben Dias (1, pro  Germania)
- Raphaël Guerreiro (1, pro  Germania)
- Martin Dúbravka (1, pro  Spagna)
- Juraj Kucka (1, pro  Spagna)

- Pedri (1, pro  Croazia)
- Denis Zakaria (1, pro  Spagna)
- Merih Demiral (1, pro  Italia)

### Record
- Gol più veloce: Yussuf Poulsen (Danimarca-Belgio, fase a gironi, 17 giugno), Emil Forsberg (Svezia-Polonia, fase a gironi, 23 giugno) e Luke Shaw (Italia-Inghilterra, finale, 11 luglio, 2'minuto)
- Gol più tardivo: Artem Dovbyk (Svezia-Ucraina, ottavi di finale, 29 giugno, 120+1')
- Primo gol: Merih Demiral (autorete, 53') e Ciro Immobile (Turchia-Italia, fase a gironi, 11 giugno, 66')
- Ultimo gol: Leonardo Bonucci (Italia-Inghilterra, finale, 11 luglio, 67')
- Miglior attacco: Italia e Spagna (13 reti segnate)
- Peggior attacco: Finlandia, Scozia e Turchia (1 rete segnata)
- Miglior difesa: Inghilterra (2 reti subite)
- Peggior difesa: Ucraina (10 reti subite)
- Miglior differenza reti nella fase a gironi: Italia (+7)
- Miglior differenza reti in tutto il torneo: Inghilterra e Italia (+9)
- Partita con il maggior numero di gol: Croazia-Spagna 3-5 (dts) (ottavi di finale, 28 giugno, 8 gol)
- Partita con il maggior scarto di gol: Slovacchia-Spagna 0-5 (fase a gironi, 23 giugno, 5 gol di scarto)
- Partita con il maggior numero di spettatori: Italia-Inghilterra (finale, 11 luglio, 67173 spettatori)
- Partita con il minor numero di spettatori: Croazia-Rep. Ceca (fase a gironi, 18 giugno, 5607 spettatori)
- Media spettatori: 21554 (15º posto nella storia degli europei)

### Premi in denaro
L'ammontare dei premi in denaro venne ufficializzato nel febbraio 2018. Ogni selezione nazionale ha ricevuto un gettone di partecipazione di € 9,25 milioni, mentre la squadra vincitrice avrebbe vinto un massimo di € 34 milioni (in caso avesse vinto tutte e 3 le partite della fase a gironi, come è poi effettivamente avvenuto per l'Italia), per un montepremi totale record di €371 milioni, maggiore del 23% rispetto ai 301 milioni distribuiti ai precedenti campionati europei del 2016 in Francia.
| Posizione | Squadra                              | € (in milioni) |
| --------- | ------------------------------------ | -------------- |
| 1         | Italia                               | 34             |
| 2         | Inghilterra                          | 30,25          |
| 3         | Spagna                               | 22,5           |
| 4         | Danimarca                            | 21             |
| 5         | Belgio                               | 19             |
| 6         | Rep. Ceca Svizzera                   | 16,75          |
| 8         | Ucraina                              | 16             |
| 9         | Paesi Bassi                          | 15,75          |
| 10        | Svezia                               | 15             |
| 11        | Austria Francia                      | 14,25          |
| 13        | Portogallo Croazia Germania Galles   | 13,5           |
| 17        | Finlandia Slovacchia Russia Ungheria | 10,75          |
| 21        | Polonia Scozia                       | 10             |
| 23        | Turchia Macedonia del Nord           | 9,25           |

| Fase raggiunta   | Ammontare                                | Numero di squadre |
| ---------------- | ---------------------------------------- | ----------------- |
| Fase finale      | €9,25m                                   | 24                |
| Fase a gironi    | €1,5m per vittoria €750.000 per pareggio | 24                |
| Ottavi di finale | €2m                                      | 16                |
| Quarti di finale | €3,25m                                   | 8                 |
| Semifinali       | €5m                                      | 4                 |
| Secondo posto    | €7m                                      | 1                 |
| Vincitrice       | €10m                                     | 1                 |

## La squadra vincitrice
La squadra italiana campione d'Europa 2020.
| Italia                               | Italia                | Italia              |
| Numero                               | Giocatore             | Squadra 2020        |
| Portieri                             | Portieri              | Portieri            |
| ------------------------------------ | --------------------- | ------------------- |
| 1                                    | Salvatore Sirigu      | Torino              |
| 21                                   | Gianluigi Donnarumma  | Milan               |
| 26                                   | Alex Meret            | Napoli              |
| Difensori                            |                       |                     |
| 2                                    | Giovanni Di Lorenzo   | Napoli              |
| 3                                    | Giorgio Chiellini     | Juventus            |
| 4                                    | Leonardo Spinazzola   | Roma                |
| 13                                   | Emerson Palmieri      | Chelsea             |
| 15                                   | Francesco Acerbi      | Lazio               |
| 19                                   | Leonardo Bonucci      | Juventus            |
| 23                                   | Alessandro Bastoni    | Inter               |
| 24                                   | Alessandro Florenzi   | Paris Saint-Germain |
| 25                                   | Rafael Tolói          | Atalanta            |
| Centrocampisti                       |                       |                     |
| 5                                    | Manuel Locatelli      | Sassuolo            |
| 6                                    | Marco Verratti        | Paris Saint-Germain |
| 7                                    | Gaetano Castrovilli   | Fiorentina          |
| 8                                    | Jorginho              | Chelsea             |
| 12                                   | Matteo Pessina        | Atalanta            |
| 16                                   | Bryan Cristante       | Roma                |
| 18                                   | Nicolò Barella        | Inter               |
| Attaccanti                           |                       |                     |
| 9                                    | Andrea Belotti        | Torino              |
| 10                                   | Lorenzo Insigne       | Napoli              |
| 11                                   | Domenico Berardi      | Sassuolo            |
| 14                                   | Federico Chiesa       | Juventus            |
| 17                                   | Ciro Immobile         | Lazio               |
| 20                                   | Federico Bernardeschi | Juventus            |
| 22                                   | Giacomo Raspadori     | Sassuolo            |
| Commissario Tecnico: Roberto Mancini |                       |                     |

## Premi
Capocannoniere
 Cristiano Ronaldo
Giocatore del torneo
 Gianluigi Donnarumma
Miglior giovane
 Pedri
Squadra del torneo
| Portiere             | Difensori                                                      | Centrocampisti                       | Attaccanti                                    |
| -------------------- | -------------------------------------------------------------- | ------------------------------------ | --------------------------------------------- |
| Gianluigi Donnarumma | Kyle Walker Leonardo Bonucci Harry Maguire Leonardo Spinazzola | Pierre-Emile Højbjerg Jorginho Pedri | Federico Chiesa Romelu Lukaku Raheem Sterling |

## Arbitri
Il 21 aprile 2021 l'UEFA ha reso noti gli arbitri designati per la competizione, al che sono stati selezionati 19 fischietti provenienti da 14 federazioni diverse. Per la prima volta nella storia della competizione viene utilizzato il VAR, e una donna (la francese Stéphanie Frappart) è stata selezionata come ufficiale di riserva per il torneo maschile e un arbitro sudamericano e il suo team sono stati designati nell'ambito di un progetto di scambio tra UEFA e CONMEBOL. Il 21 aprile l'UEFA ha comunicato anche le squadre arbitrali integrali (con gli assistenti che accompagnano sempre un determinato arbitro, gli ufficiali addetti al VAR e gli ufficiali di supporto selezionati). In ogni partita è stato designato un team formato da nove componenti: all'arbitro effettivo, ai due assistenti arbitrali, al quarto ufficiale e all'assistente di riserva si sono uniti, dalla sala di controllo VAR predisposta a Nyon, un ufficiale addetto al VAR e tre AVAR (con funzioni specifiche durante la gara). In totale sono stati selezionati 91 ufficiali.

### Lista delle terne
| Nazione     | Arbitri                 | Assistenti                | Assistenti                     |
| ----------- | ----------------------- | ------------------------- | ------------------------------ |
| Germania    | Felix Brych             | Mark Borsch               | Stefan Lupp                    |
| Turchia     | Cüneyt Çakır            | Bahattin Duran            | Tarık Ongun                    |
| Spagna      | Carlos del Cerro Grande | Juan Carlos Yuste Jiménez | Roberto Alonso Fernández       |
| Svezia      | Andreas Ekberg          | Mehmet Culum              | Stefan Hallberg                |
| Israele     | Orel Grinfeld           | Roy Hassan                | Idan Yarkoni                   |
| Romania     | Ovidiu Hațegan          | Radu Ghinguleac           | Sebastian Gheorghe             |
| Russia      | Sergej Karasëv          | Igor Demeshko             | Maksim Gavrilin                |
| Romania     | István Kovács           | Vasile Marinescu          | Ovidiu Artene                  |
| Paesi Bassi | Björn Kuipers           | Sander van Roekel         | Erwin Zeinstra                 |
| Paesi Bassi | Danny Makkelie          | Hessel Steegstra          | Jan de Vries                   |
| Spagna      | Antonio Mateu Lahoz     | Pau Cebrián Devís         | Roberto Díaz Pérez del Palomar |
| Inghilterra | Michael Oliver          | Stuart Burt               | Simon Bennett                  |
| Italia      | Daniele Orsato          | Alessandro Giallatini     | Fabiano Preti                  |
| Argentina   | Fernando Rapallini      | Juan Pablo Belatti        | Diego Bonfá                    |
| Germania    | Daniel Siebert          | Jan Seidel                | Rafael Foltyn                  |
| Portogallo  | Artur Soares Dias       | Rui Tavares               | Paulo Soares                   |
| Inghilterra | Anthony Taylor          | Gary Beswick              | Adam Nunn                      |
| Francia     | Clément Turpin          | Nicolas Danos             | Cyril Gringore                 |
| Slovenia    | Slavko Vinčić           | Tomaž Klančnik            | Andraž Kovačič                 |

### VAR e AVAR
| Nazione     | Ufficiali addetti al VAR                                                                                     |
| ----------- | --- |
| Francia     | Jérôme Brisard François Letexier Benjamin Pagès                                                              |
| Germania    | Bastian Dankert Christian Dingert Marco Fritz Christian Gittelmann                                           |
| Inghilterra | Stuart Attwell Lee Betts Chris Kavanagh                                                                      |
| Italia      | Marco Di Bello Massimiliano Irrati Filippo Meli Paolo Valeri                                                 |
| Paesi Bassi | Kevin Blom Pol van Boekel                                                                                    |
| Polonia     | Paweł Gil |
| Portogallo  | João Pinheiro                                                                                                |
| Spagna      | Alejandro Hernández Hernández Juan Martínez Munuera Íñigo Prieto López de Cerain José María Sánchez Martínez |

### Quarti ufficiali e assistenti di riserva
| Nazione  | Ufficiali di supporto               |
| -------- | ----------------------------------- |
| Bulgaria | Georgi Kabakov Martin Margaritov    |
| Francia  | Mikaël Berchebru Stéphanie Frappart |
| Italia   | Stefano Alassio Davide Massa        |
| Polonia  | Marcin Boniek Bartosz Frankowski    |
| Serbia   | Srđan Jovanović Uroš Stojković      |
| Svizzera | Stéphane De Almeida Sandro Schärer  |

## Episodi e controversie

### Divisa della nazionale ucraina
La nazionale dell'Ucraina ha presentato la sua maglia per il campionato, decorata con una mappa dei confini nazionali, tra cui la Crimea. La penisola è stata annessa alla Federazione Russa nel 2014, ma è considerata dalla comunità mondiale ancora parte del territorio ucraino. Sulla maglia sono inoltre presenti gli slogan "Gloria all'Ucraina!" e "Gloria agli eroi!". La portavoce del Ministero degli esteri russo Maria Zakharova ha criticato le maglie, affermando che gli slogan sono di tipo nazionalista e facevano eco a un grido di battaglia nazista. Il deputato russo Dmitrij Svishchev ha definito la maglia "totalmente inappropriata" e ha esortato la UEFA ad agire. La UEFA ha dichiarato che per la mappa dell'Ucraina non vi erano controversie, in quanto rifletteva i confini riconosciuti dalle Nazioni Unite, mentre ha disposto la rimozione della frase "Gloria agli eroi!" in quanto "la specifica combinazione dei due slogan è ritenuta di natura chiaramente politica, avente significato storico e militaristico".

### Arresto cardiaco di Christian Eriksen
Nel corso del quarantatreesimo minuto della gara del Girone B tra Danimarca e Finlandia, giocata allo Stadio Parken di Copenaghen, il centrocampista dei padroni di casa Christian Eriksen è caduto a terra privo di sensi, colpito da arresto cardiaco. Eriksen è stato soccorso tempestivamente dai medici, che gli hanno praticato un massaggio cardiaco, e ricoverato al Rigshospitalet, dove gli è stato impiantato un defibrillatore cardiaco. La gara è ripresa qualche ora dopo, con la vittoria della Finlandia per 1-0.

### Insulti razzisti di Marko Arnautović a Ezgjan Alioski
Nella partita del girone C tra Austria e Macedonia del Nord, giocata il 13 giugno, il calciatore austriaco di origine serba Marko Arnautović ha rivolto degli insulti razzisti al giocatore macedone Ezgjan Alioski, di origine albanese. La UEFA ha di conseguenza aperto un'investigazione, che ha portato alla squalifica del calciatore austriaco per una giornata.

### Protesta di Greenpeace
Durante il pre-partita della gara del girone F tra Germania e Francia, giocata il 15 giugno all'Allianz Arena di Monaco di Baviera, un attivista di Greenpeace ha sorvolato lo stadio a bordo di un paracadute su cui era stato montato un motore a elica, in segno di protesta contro la Volkswagen; nel corso della discesa verso il campo, il pilota si è però scontrato contro dei tifosi presenti in tribuna, ferendo due spettatori che sono stati trasferiti in ospedale. La UEFA, la DFB e il Primo ministro bavarese Markus Söder hanno criticato la protesta, definendola "sconsiderata" e "inaccettabile". In seguito, Greenpeace si è scusata per l'accaduto.

### Illuminazione dell'Allianz Arena con i colori dell'arcobaleno

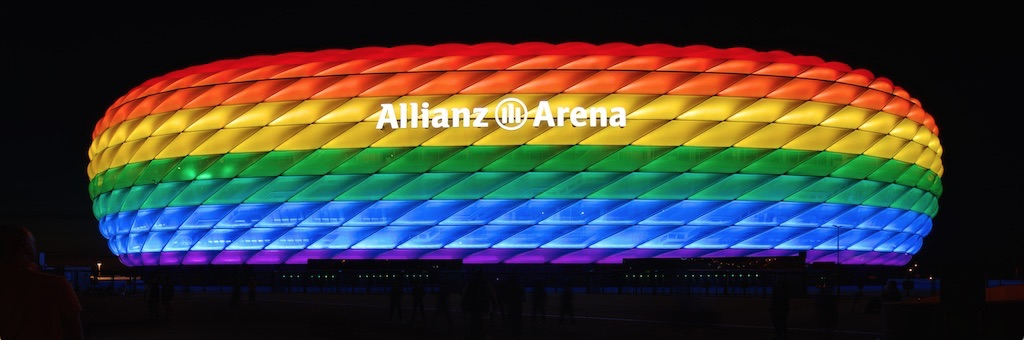
L'Allianz Arena di Monaco di Baviera illuminata con i colori dell'arcobaleno nel 2016

Prima della partita del gruppo F tra Germania e Ungheria, giocata il 23 giugno all'Allianz Arena, il consiglio comunale di Monaco di Baviera ha richiesto alla UEFA di poter illuminare lo stadio con i colori della bandiera arcobaleno, in segno di solidarietà con la comunità LGBT. La UEFA ha interpretato l'iniziativa come una protesta contro una legge approvata dal Parlamento ungherese, che censura la diffusione di riferimenti all'omosessualità e alle transizioni di genere nei media, e ha di conseguenza rigettato la proposta, ritenendo che si trattasse di un'iniziativa politica mirata a infastidire il governo ungherese. Il sindaco di Monaco di Baviera Dieter Reiter ha protestato contro la decisione, mentre il ministro per gli affari esteri ungherese Péter Szijjártó ha espresso la propria soddisfazione, definendo l'iniziativa una "provocazione politica contro l'Ungheria".
Numerosi stadi e luoghi pubblici in Germania sono stati illuminati con i colori dell'arcobaleno in segno di protesta contro la decisione. In risposta alle iniziative, il Primo ministro ungherese Viktor Orbán ha cancellato la sua visita ufficiale a Monaco di Baviera.

### Episodi della semifinale Inghilterra-Danimarca
Al 104º minuto della semifinale tra Inghilterra e Danimarca, l'arbitro Danny Makkelie ha concesso un rigore all'Inghilterra dopo aver giudicato il difensore danese Joakim Mæhle colpevole di fallo contro l'inglese Raheem Sterling nell'area di rigore. Nonostante il portiere danese Kasper Schmeichel avesse poi fermato il tiro di Harry Kane dal dischetto, il pallone è rimbalzato sui piedi di quest'ultimo che ha subito segnato. In una conferenza stampa poco dopo la partita, il CT danese Kasper Hjulmand ha espresso il suo disappunto con la decisione del rigore, oltre al fatto che vi erano due palloni in campo quando è stato concesso il fallo. Il regolamento afferma però che se un secondo pallone finisce in campo durante la gara l'arbitro deve far proseguire il gioco se l'elemento esterno non interferisce con il gioco stesso. Commentatori non inglesi come Arsène Wenger, José Mourinho e Dietmar Hamann hanno criticato il rigore concesso durante e subito dopo la partita, considerando che non avrebbe dovuto esserci stando al VAR.
Il giorno dopo la partita, la UEFA ha aperto un caso disciplinatorio contro la FA per un laser puntato al portiere danese Schmeichel appena prima del rigore decisivo, i fischi durante l'inno nazionale danese e l'uso di pirotecnici. Già prima la FA e la UEFA avevano notato l'uso di un laser puntato nel primo tempo supplementare, senza però che se ne trovasse la fonte. La FA è stata multata di 25630 £ (30000 €) per queste tre accuse.

### Incidenti prima della finale
Il giorno della finale tra Italia e Inghilterra a Wembley, migliaia di tifosi inglesi si sono ammassati fuori dallo stadio nel tentativo di entrare, pur senza possedere i biglietti per l'incontro. Circa 400 persone sono riuscite a entrare allo stadio, eludendo le cariche della polizia. Numerosi tifosi si sono riuniti anche a Leicester Square e a Trafalgar Square, innescando disordini e lanci di bottiglie di vetro. 86 persone sono state tratte in arresto dalla polizia. La UEFA ha aperto un'inchiesta contro la FA, per i disordini causati dai tifosi, per l'invasione di campo da parte di un tifoso inglese, per i fischi durante l'esecuzione dell'inno italiano e per l'uso non autorizzato di fuochi d'artificio.

### Insulti razzisti ai giocatori inglesi
Dopo la finale, che ha sancito la vittoria italiana, i giocatori inglesi Bukayo Saka, Jadon Sancho e Marcus Rashford, che hanno sbagliato i tre tentativi decisivi dal dischetto durante l'esecuzione dei tiri di rigore, sono divenuti bersaglio di insulti razzisti sui loro profili social da parte dei sostenitori inglesi. Il murale raffigurante Rashford a Manchester è stato inoltre vandalizzato con scritte recanti insulti a sfondo razzista, le quali sono state tempestivamente coperte da bandiere inglesi e da messaggi di solidarietà. I commenti razzisti sono stati stigmatizzati dalla FA e dal Primo ministro inglese Boris Johnson.